# Magdalena Grochowska
Magdalena Grochowska, née à Varsovie le 5 mars 1978, est une actrice polonaise qui vit et travaille en Italie.

## Filmographie
- 1999 : Ultimo 2 - La sfida (téléfilm)
- 2001 : Cento vetrine (série télévisée) : Hanna
- 2001 : Diapason
- 2001 : Una donna per amico (mini-série) : Michelle (13 épisodes)
- 2002 : L'inverno
- 2004 : L'avvocato (série télévisée) : Giuditta Bertalli Rekowski (2 épisodes)
- 2006 : Forget You Not : Emilia
- 2007 : Voce del verbo amore : Matilda
- 2007 : I Vicerè : Donna Isabella
- 2008 : Questa è la mia terra vent'anni dopo (série télévisée) : Helena Trevor Luce (6 épisodes)
- 2009 : Intelligence - Servizi & segreti (série télévisée) : Oksana Ivanova
- 2010 : Capri (série télévisée)
- 2011 : Viso d'angelo (mini-série) : Fiorenza Lai (4 épisodes)
- 2012 : Nero Wolfe (série télévisée) : Esther Ferri
- 2012 : Zodiaco - Il libro perduto (série télévisée) : Eva Gruber (4 épisodes)
- 2012 : Un passo dal cielo (série télévisée) : Emma (14 épisodes)
- 2013 : Ultimo 4 - L'occhio del falco (téléfilm) : Donna invalida
- 2013 : The Teacher (série télévisée) : Eva (3 épisodes)
- 2014 : Romeo and Juliet (série télévisée) : Lady Capulet (2 épisodes)
- 2015 : Tutte lo vogliono : Gianina
- 2015 : A Napoli non piove mai : Marta
- 2015 : I Misteri di Laura (série télévisée)
- 2016 : Bulletproof Heart (série télévisée)
- 2016 : Non dirlo al mio capo (série télévisée) : Cristina (12 épisodes)
- 2016 : D.A.D. : Isnaba
- 2016 : Compulsion : Silvia
- 2004-2016 : Don Matteo (série télévisée) : Elisa Siani / Sonia Mikovich (2 épisodes)
- 2017 : La strada di casa (série télévisée) : dott.ssa Madrigali